# Kwaliteitsregister Paramedici
In het Nederlandse Kwaliteitsregister Paramedici (KP) staan de beoefenaren van 9 verschillende paramedische beroepen vermeld. Het Kwaliteitsregister Paramedici is op 1 juli 2000 gestart en opgericht op initiatief van verschillende paramedische beroepsverenigingen. In totaal zijn circa 40.000 paramedici in dit register opgenomen, ieder onder een uniek KP-nummer. Het register stelt een aantal eisen. Zo moet een paramedicus voldoen aan de opleidingseisen van de Wet BIG (Beroepen in de Individuele Gezondheidszorg), conform artikel 34 van die wet. Paramedici worden periodiek beoordeeld op hun wijze van werken, er gelden minimum inrichtingseisen en er is een richtlijn Hygiëne opgesteld. Paramedici moeten bovendien aantonen dat zij aan bij- en nascholingen doen, onder andere door het volgen van geaccrediteerde Post-HBO-cursussen.
Elke vijf jaar kunnen paramedici zich laten herregistreren in het Kwaliteitsregister Paramedici onder voorwaarde dat men aan de gestelde eisen met betrekking tot deskundigheidsbevorderende activiteiten en werkervaring voldoet.
De opgenomen paramedische beroepen zijn:
- Podotherapie
- Logopedie
- Diëtist
- Oefentherapie
- Orthoptisten
- Optometrie
- Ergotherapie
- Huidtherapie
- Medisch Beeldvormings- en Bestralingsdeskundige (MBB)[1]
  - Radiodiagnostisch laborant
  - Radiotherapeutisch laborant
  - Nucleair medewerker
  - Echospecialist

Voor mondhygiënisten is er het KwaliteitsRegister Mondhygiënisten (KRM)